# Onda della Draupner
L'onda della Draupner, nota anche come Onda del Nuovo Anno è stata la prima onda anomala ad essere registrata e misurata da un'apposita strumentazione tecnica. Prima della sua misurazione non esistevano evidenze strumentali dell'esistenza delle onde anomale, ma solo le testimonianze oculari di quanti le avessero incontrate in mare, che data la rarità di questo tipo di eventi, rappresentavano solo una sorta di documentazione aneddotica. Questa onda anomala deve il suo nome alla piattaforma petrolifera Draupner E, posta nel Mare del Nord al largo delle coste norvegesi che venne investita da una violenta tempesta il 1º gennaio 1995, nel giorno di Capodanno per l'appunto. 
La piattaforma, inaugurata nell'estate del 1994, era stata dotata dalla società che la gestisce, la Statoil, di vari tipi di strumentazioni che ne rilevassero le condizioni e l'eventuale danneggiamento ad opera delle tempeste. Proprio uno di questi sensori, un laser puntato verso il basso, registrò intorno alle 15:04 UTC un'onda di 18,5 m di picco sul livello del mare in calma (still water level), con un'altezza massima tra cresta e gola dell'onda di 25,6 m, eventi eccezionali se si tiene conto che nel tratto di mare in cui si trova la piattaforma Draupner l'altezza d'onda significativa è di 12 m. 
L'onda della Draupner non causò vittime, in quanto agli operai era stato dato avviso d'interruzione dei lavori a causa del mal tempo, e questi avevano trovato riparo nella vicina piattaforma Draupner S, attrezzata con dei moduli abitativi. La piattaforma mostrò solo danni marginali.

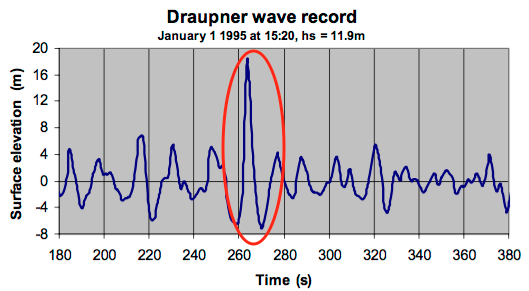
Picco dell'onda della Draupner pubblicata da Sverre Haver, Statoil